# Katholische internationale Presseagentur
Die Katholische internationale Presseagentur (Kipa; französisch Agence de presse internationale catholique, Apic) war eine zweisprachige katholische Presseagentur in der Schweiz.

## Geschichte
Die Agentur wurde 1917 vom Historiker und Redaktor Ferdinand Rüegg und dem Verleger Otto Walter gegründet. Kipa war zuletzt genossenschaftlich organisiert und hatte ihren Sitz in Freiburg im Üechtland. Die deutschsprachige Redaktion arbeitete in Zürich und die französischsprachige in Freiburg. Kipa war redaktionell unabhängig. Der Schweizerische Katholische Presseverein (SKPV) unterhält in Freiburg weiterhin das Schweizerische Katholische Pressesekretariat, das administrative Unterstützung leistet.  
Während des Zweiten Vatikanischen Konzils wurde die ausführliche laufende Berichterstattung der Katholischen internationalen Presseagentur im ganzen deutschsprachigen Raum mit großer Aufmerksamkeit gelesen, nicht nur von Katholiken.
Mit den beiden Partneragenturen – der deutschen Katholischen Nachrichten-Agentur (KNA) und der österreichischen Kathpress – führte Kipa in Rom die Gemeinschaftsredaktion Centrum Informationis Catholicum (CIC). Diese internationale Zusammenarbeit wurde 2015 vom Katholischen Medienzentrum kath.ch übernommen und in die Katholischen Medienzentren in Zürich und in Lausanne integriert.